# 德川江
德川江在智异山天王峰南部和雄石峰之间流出的水而形成的江。德川江在天王峰的南部和北部分开，而后又在德山合流。

## 概要
德川江是洛东江的第二支流（第一支流为南江）。国家级河流长46.72公里，当地2级河流长43.55公里，自然公园内河流长34公里。国家级河流流域为445.14㎢，地方二级河流流域为391.54㎢。

## 观光地

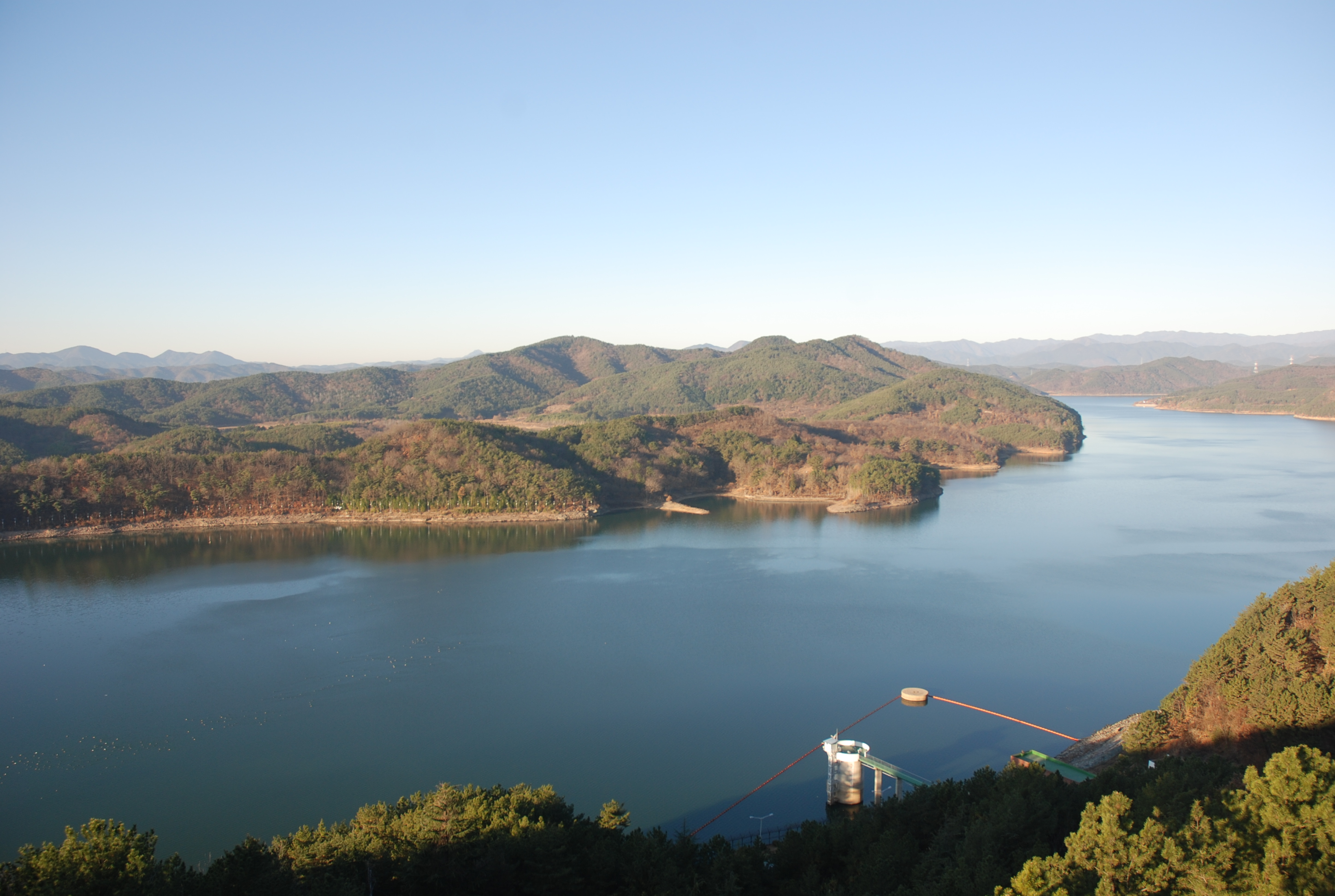
晋阳湖

1.河流最终汇入地：晋阳湖